# Майерс, Джон Твиггс
Джон Твиггс Майерс (англ. John Twiggs Myers; 29 января 1871, Висбаден, Пруссия — 17 апреля 1952, Коконат-Гров) — генерал-лейтенант морской пехоты США. Наиболее известен своей службой в качестве защитника американской дипломатической миссии в Пекине во время Боксёрского восстания.

## Ранние годы
Родился 29 января 1871 года в Висбадене, Германия. Сын Марион Твиггс (дочери генерала Дэвида Э. Твиггса) и выпускника Вест-Пойнта, офицера армии США (впоследствии генерал-квартирмейстера Конфедерации) Абрахама Майерса. Город Форт-Майерс в штате Флорида был назван в честь отца Дж. Т. Майерса.
Окончил Военно-морскую академию США в 1892 году и через два года был назначен помощником инженера на военный корабль. В марте 1895 года получил звание второго лейтенанта морской пехоты США.
В 1896 году он стал потомственным кавалером Ордена иностранных войн по праву участия своего отца в Американо-мексиканской войне. Позже он стал ветераном этого ордена по праву своей службы в период Испано-американской войны, Боксёрского восстания, Филиппино-американской войны и Первой мировой войны.

## Служба в Азии

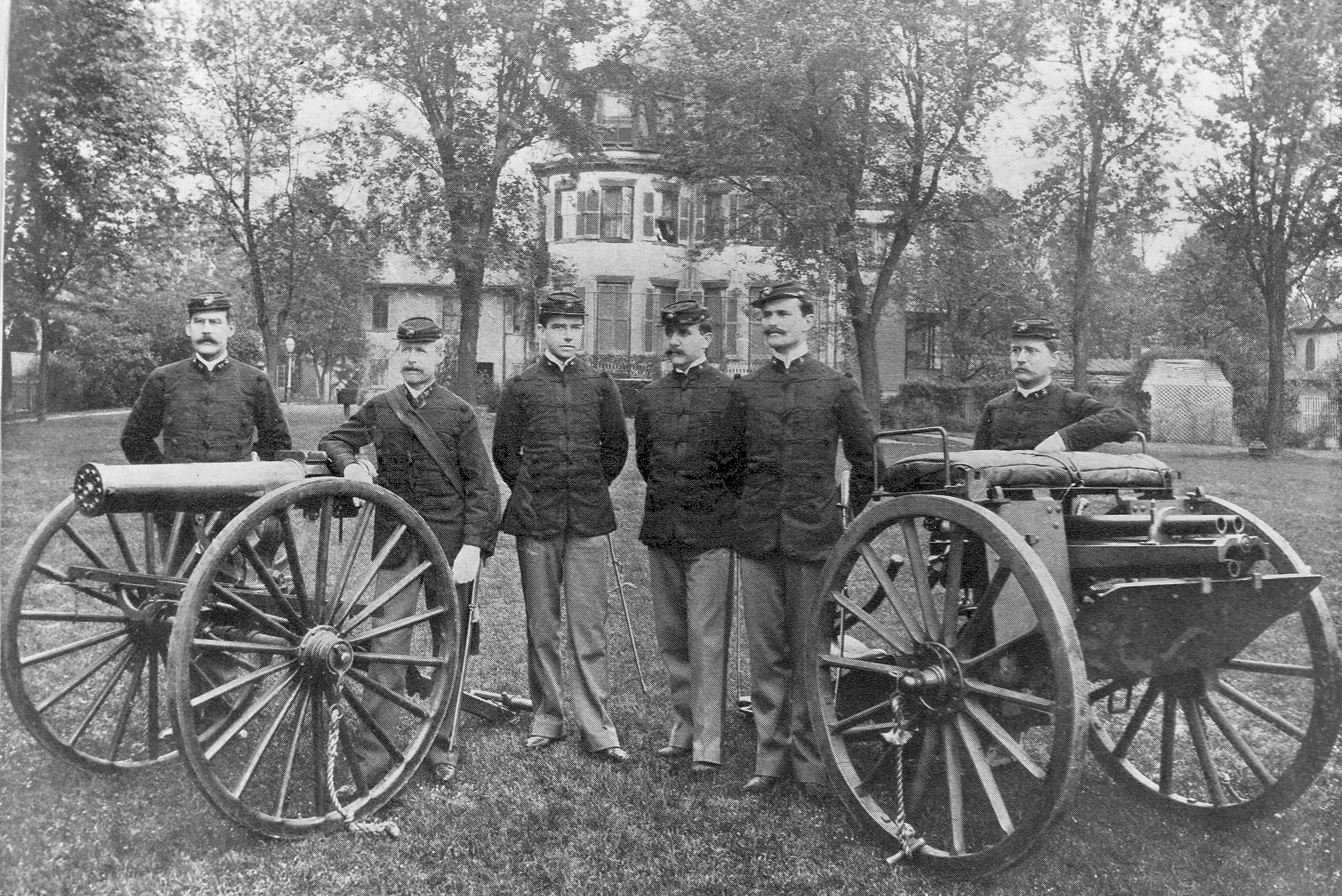
Офицеры Морской пехоты США (второй справа — Джон Т. Майерс), Вашингтон, округ Колумбия, 1896 год.

После учебы в Военно-морском колледже в Ньюпорте, штат Род-Айленд, Майерс был отправлен на действительную военную службу в самом начале Испано-американской войны. Он возглавил отряд, участвовавший в захвате Гуама у испанского гарнизона. После капитуляции испанцев отплыл на Филиппины, где был прикреплён к крейсеру USS Baltimore.
Во время Филиппино-американской войны Майерс возглавил несколько морских высадок против филиппинских повстанцев в 1899 году, получив награду за героизм. Около 1899 года он был произведён в капитаны.
В мае 1900 года Майерс был отправлен в Китай на борту крейсера USS Newark, где высадился на берег с отрядом из 48-ми морских пехотинцев (включая рядового Дэниела Дейли) и 3-х моряков для охраны посольства США в Пекине, где вспыхнуло Боксёрское восстание. Морские пехотинцы Майерса заняли стену, защищающую дипломатическую миссию, возможно, самую уязвимую часть оборонительной позиции, и возглавили совместную с русскими и британскими войсками атаку в ожесточённом бою 3 июля, в результате которого повстанцы были выбиты с основных позиций у стен посольства. Майерс был ранен копьём в ногу; его атака была названа британским консулом сэром Клодом Максвеллом Макдональдом «одной из самых успешных операций осады, поскольку она сделала наше ненадежным положение у стен сравнительно прочным». За храбрость в этом бою Майерс был произведён в звание бревет-майора (что означало досрочное повышение в чине). В 1921 году Майерс также стал одним из двадцати морских пехотинцев, из числа первых награждённых Медалью бревета морской пехоты США. Оправившись от раны, Майерс продолжил службу на Американском Самоа, а затем был переведён в часть морской пехоты в Бремертоне, штат Вашингтон.

## Дальнейшая служба
Майерс командовал отрядом морской пехоты, который сопровождал военный корабль США USS Brooklyn в Танжер, Марокко, во время инцидента с Пердикарисом в 1904 году. После завершения инцидента Майерс занимал различные должности, в том числе некоторое время командовал морской пехотой Азиатского флота США. Участвовал в экспедициях в Санто-Доминго (1912 г.) и на Кубу (1913 г.), во время Первой мировой войны служил офицером контрразведки Атлантического флота.
В 1921 году Майерс был назначен генеральным инспектором Тихоокеанского департамента и проработал на этом посту три года. С 1925 по 1928 год командовал 1-й бригадой морской пехоты, дислоцированной на Гаити. Некоторое время командовал Тихоокеанским департаментом, после чего ушёл в отставку в звании генерал-майора в 1934 году. В 1942 году ему было присвоено звание генерал-лейтенанта.
После выхода на пенсию он переехал в Майами, штат Флорида, и умер в Коконат-Гроув 17 апреля 1952 года. Похоронен на Арлингтонском национальном кладбище.

## Упоминания в искусстве
Хотя Майерс прямо не изображён ни в одной кинокартине, он является прототипом персонажей нескольких фильмов. В исторической эпопее «55 дней в Пекине» Чарльтон Хестон сыграл майора морской пехоты Мэтта Льюиса, командующего защитниками американской дипломатической миссии в Пекине во время Боксёрского восстания, образ которого списан с Майерса. В «Ветре и льве» вымышленный капитан Джером (которого играет Стив Кэнэли) выполняет историческую роль Майерса, командуя морскими пехотинцами, отправленными в Танжер во время инцидента с Пердикарисом.

## Награды
- Экспедиционная медаль Корпуса Морской пехоты США

- Медаль Китайской спасательной экспедиции

- Пурпурное сердце

- Медаль за Испанскую кампанию

- Медаль за службу в Мексике

- Медаль за Филиппинскую кампанию

- Медаль за победу в Первой мировой войне

- Медаль бревета морской пехоты США